# 塔霍泰西
塔霍泰西（英语：Tahoe Tessie）是一种据传出没于美国塔霍湖中的身长10~80英尺（3~24米）、有着光滑皮肤却与蛇类似的动物。塔霍泰西的历史可以追溯至19世纪中期Washoe people与Northern Paiute部落所流传的故事，他们指出其生活在洞穴岩隧道下的一个水下隧道中。

## 目击
塔霍泰西的目击一直持续到现代，并且发生数起与船只碰撞事件，甚至有未经证实的传闻称泰西有袭击并杀死人类，下面是已知的目击报告：

## 流行文化
在塔霍湖地区，塔霍泰西是当地报纸的热门人物，亦出现于许多儿童读物中，还是当地特有纪念品形象，甚至还有一家以Tahoe Tessie命名的博物馆（Tahoe Tessie's Lake Tahoe Monster Museum），不过这家博物馆已经关闭并被拆除了。